# Fehérorosz férfi jégkorong-válogatott
A fehérorosz férfi jégkorong-válogatott Fehéroroszország nemzeti csapata, amelyet a Fehérorosz Jégkorongszövetség irányít.

## Története
Fehéroroszország 1991 után a Szovjetunió szétesését követően lett független, ekkor alakult meg a fehérorosz válogatott. Először 1994-ben vett részt a világbajnokságon, ahol a C csoportos vb-re sorolták be. 1997-ben nyerték meg a B csoportos vb-t, amivel felkerültek a legjobbak közé. 2001 és 2004 között felváltva a főcsoportban és a divízió I-ben szerepeltek, 2005 óta folyamatosan a főcsoportban vannak.
1998-ban szerepeltek először a téli olimpián. A legjobb helyezésüket 2002-ben érték el. A negyeddöntőben nagy meglepetésre kiejtették a svédeket, ezzel bekerültek a legjobb négy közé, de végül viszonylag simán kikaptak az elődöntőben Kanadától és a bronzmérkőzésen is Oroszországtól, és így a negyedik helyen zártak.

## Eredmények

### Világbajnokság
- 1993 – nem vett részt
- 1994 – 22. hely (C csop., 2. hely)
- 1995 – 21. hely (C csop., 1. hely)
- 1996 – 15. hely (B csop., 3. hely)
- 1997 – 13. hely (B csop., 1. hely)
- 1998 – 8. hely
- 1999 – 9. hely
- 2000 – 9. hely
- 2001 – 14. hely
- 2002 – 17. hely (Divízió I A, 1. hely)
- 2003 – 14. hely
- 2004 – 18. hely (Divízió I A, 1. hely)
- 2005 – 10. hely
- 2006 – 6. hely
- 2007 – 11. hely
- 2008 – 9. hely
- 2009 – 8. hely
- 2010 – 10. hely
- 2011 – 14. hely
- 2012 – 14. hely
- 2013 – 14. hely
- 2014 – 7. hely
- 2015 – 7. hely
- 2016 – 12. hely
- 2016 – 13. hely
- 2017 – 13. hely
- 2018 – 15. hely

### Olimpiai játékok
- 1994 – nem vett részt
- 1998 – 7. hely
- 2002 – 4. hely
- 2006 – nem jutott ki
- 2010 – 9. hely
- 2014 – nem jutott ki
- 2018 – nem jutott ki
- 2022 – nem jutott ki